# Berlin-Chemie

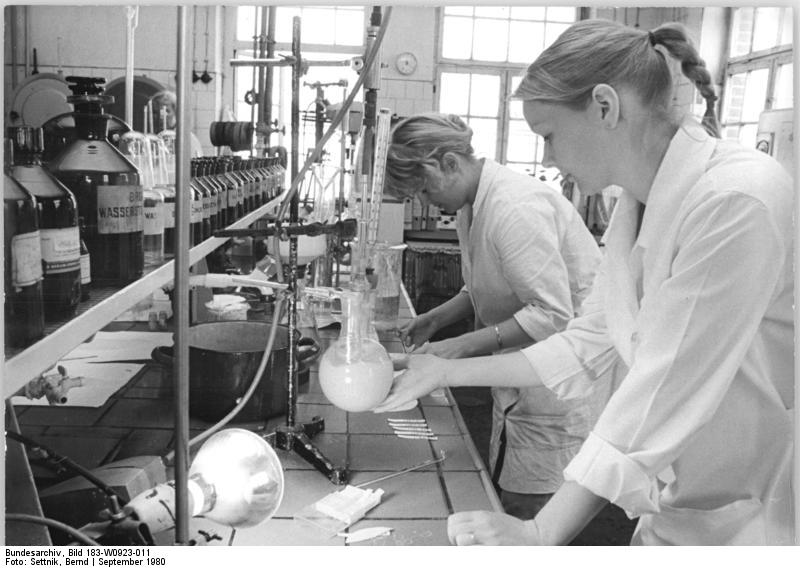
Entwicklung von Verfahren zur Triacetingewinnung bei VEB Berlin-Chemie, 1980

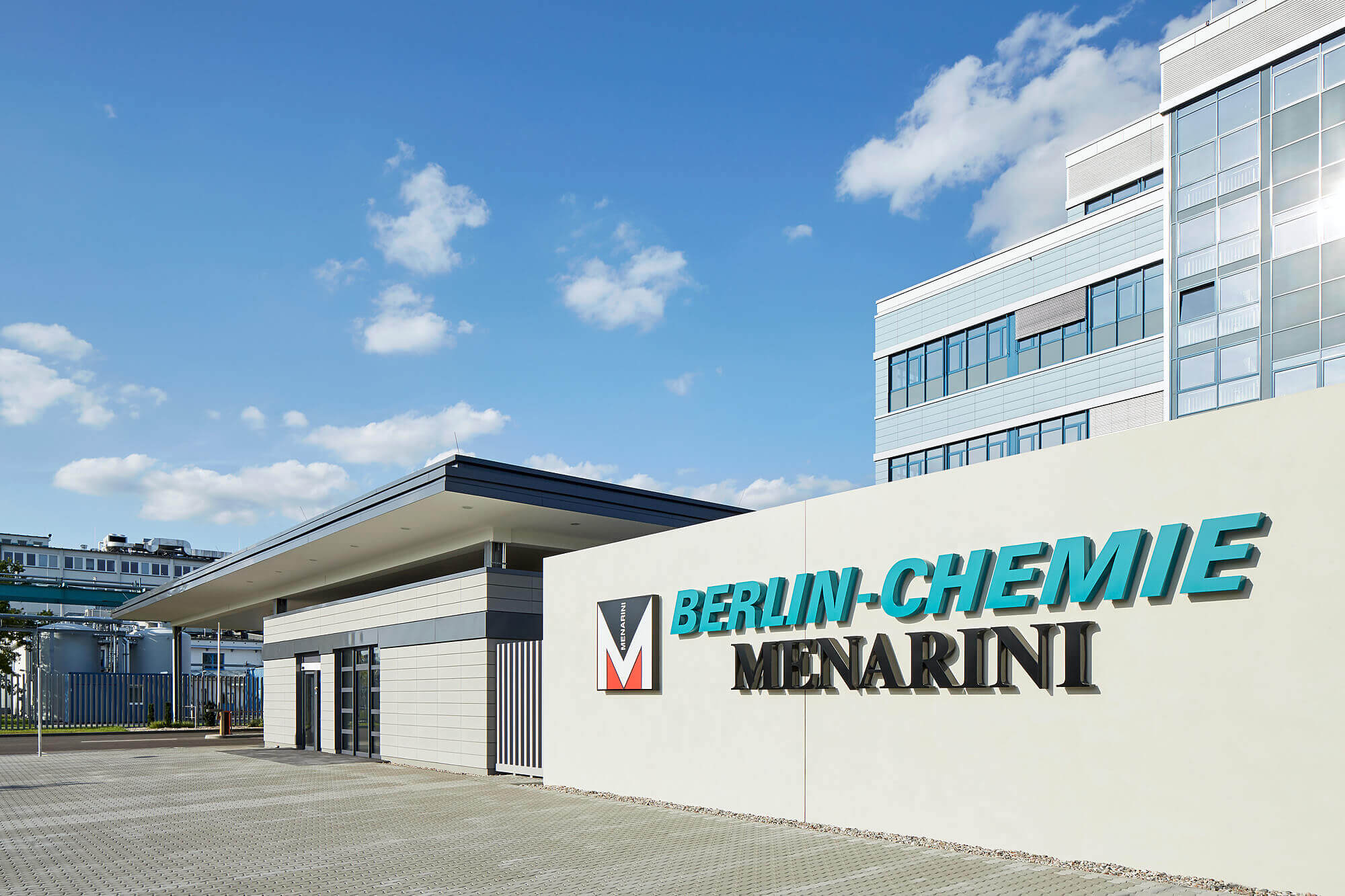
Verwaltungsgebäude und Hauptsitz von Berlin-Chemie

Die Berlin-Chemie AG ist ein Berliner Pharmaunternehmen und seit 1992 Teil des italienischen Pharmakonzerns Menarini. Nach eigenen Angaben nahm Berlin-Chemie mit 1,469 Milliarden Euro Umsatz im Jahr 2023 Platz 20 der größten deutschen Pharmaunternehmen ein. Innerhalb der Menarini-Gruppe ist das Unternehmen für das Primary Care-Geschäft in Deutschland und in mehr als 30 Ländern in Mittel- und Osteuropa und Zentralasien zuständig.

## Geschichte
Berlin-Chemie betrachtet die Gründung eines Werks für Laborpräparate der Chemischen Fabrik Kahlbaum in Berlin-Adlershof 1890 als ihren Ursprung. Die erste Fabrik siedelte sich im damaligen Verwaltungsbezirk Treptow, Ortsteil Berlin-Adlershof, Glienicker Weg, an, wo die heutige Firmenzentrale noch ihren Sitz hat. Im Jahr 1927 begannen die Mitarbeiter nach einem Zusammenschluss mit der Schering AG mit der Entwicklung von Arzneimitteln.
Nach dem Zweiten Weltkrieg und der deutschen Teilung wurde der Standort Adlershof von der Schering AG mit Sitz in West-Berlin getrennt. Wenige Jahre später, 1948, wurde das Unternehmen verstaatlicht und in einen volkseigenen Betrieb umgewandelt, ab 1956 firmierte es als VEB Berlin-Chemie. In der DDR war Berlin-Chemie als drittgrößtes Chemie- und Pharmaunternehmen ein wirtschaftsstarkes Pharma-Unternehmen mit Kontakten zu Ländern des RGW und auch zu westlichen Staaten. Bekannteste Produkte aus dieser Zeit waren Acesal, Analgin, Berlocombin und viele weitere. Neben Medikamenten wurden auch Kunststoffe und Pflanzenschutzmittel hergestellt.
Als nach der politischen Wende die Volkseigenen Betriebe privatisiert oder aufgelöst wurden, übernahm der italienische Konzern Menarini im Jahr 1992 das Werk in Berlin samt den Warennamen und fand damit sofort einen größeren Absatzmarkt in Deutschland und Osteuropa.
Heute ist Berlin-Chemie mit rund 2.000 Mitarbeitern in Deutschland vertreten, davon 1.500 in der Region Berlin-Brandenburg. Die drei deutschen Standorte des Unternehmens befinden sich in Berlin-Adlershof (Unternehmenssitz und Produktion), Berlin-Britz (Solida-Produktion) und in Großbeeren in Brandenburg (Logistik). Darüber hinaus bietet das Unternehmen ein duales Studium an und bildet etwa 80 Auszubildende in acht unterschiedlichen Ausbildungsberufen, ausgezeichnet von der Industrie- und Handelskammer Berlin, aus.

## Produkte
Das Unternehmen ist vor allem im Bereich chronischer Erkrankungen tätig. Der Schwerpunkt liegt auf folgenden Produktgruppen:
- Herz-Kreislauf- und Stoffwechsel-Therapeutika
- Antidiabetika
- Analgetika und Antirheumatika
- Magen-Darm-Therapeutika
- Schilddrüsentherapeutika
- Atemwegstherapeutika
- Husten- und Erkältungspharmaka
- Antiallergika
- Onkologie

Stand heute (November 2024) produziert Berlin-Chemie als Teil der Menarini Gruppe Medikamente für Patienten in über 90 Ländern. Der Standort in Berlin dient zudem als Forschungszentrum der Menarini-Gruppe.
Im Herbst 2023 hat Berlin-Chemie sein Portfolio um ästhetische Medizin erweitert, die unter der Menarini-Marke RELIFE vermarktet wird. Die Produktlinie Definisse verfolgt einen ganzheitlichen Ansatz zur Behandlung altersbedingter Veränderungen im Gesicht und umfasst resorbierbare Fäden (Threads) für minimalinvasive Anwendungen im Gesichtsbereich sowie Filler und Hydrobooster. Die Produkte der Marke RELIFE sind neben Deutschland in 22 Ländern, darunter elf in Europa, vertreten.
Seit dem Jahr 2015 kann Berlin-Chemie durch eine Lizenzvereinbarung mit dem japanischen Arzneimittelproduzenten Chugai Antikrebsmittel herstellen und vertreiben. Die Produktion von Infusionslösungen wurde im Jahr 2019 eingestellt.
Berlin-Chemie übernahm im Februar 2013 die Marke Priligy, ein Medikament gegen vorzeitigen Samenerguss. Seit Mitte 2013 erfolgt zum Thema vorzeitiger Samenerguss im Internet sowie durch Plakate eine Medienkampagne, der viele Mediziner kritisch gegenüberstehen; laut Impressum der betreffenden Internetseite späterkommen.de handelt es sich um einen Medienbeitrag der Berlin-Chemie AG.
Seit 2001 umfasst Berlin-Chemie die Division A. Menarini Diagnostics Deutschland, die auf eine breite Palette an Diagnostikprodukten spezialisiert ist. Ursprünglich 1998 in Neuss gegründet und seit 2006 in Berlin ansässig, bietet die Division Lösungen in Bereichen wie Diabetesdiagnostik, Immunhistochemie, Autoimmunität und Urinsediment an. Die Division der Berlin-Chemie ist nach DIN EN ISO 13485:2007 und EN ISO 9001:2008 zertifiziert.

## Engagement
Im Jahr 1978 hat Berlin-Chemie die „Geschützte Betriebsabteilung“ ins Leben gerufen, in der heute circa 30 geistig und körperlich behinderte Beschäftigte tätig sind. In der Abteilung, die vom Landesamt für Gesundheit und Soziales (LaGeSo) zertifiziert ist, übernehmen die Mitarbeiter die Hand- und Umkonfektionierung von primärverpackten Arzneimitteln. Auch Schulungsmaterialien und ein Teil der Post des Unternehmens werden dort verarbeitet. 2018 belegte die „Geschützte Betriebsabteilung“ der Berlin-Chemie den ersten Platz beim Responsible-Care-Wettbewerb vom Verband der Chemischen Industrie (VCI).
Berlin-Chemie unterstützte ab Ende Dezember 2020 die Covid-19-Impfkampagne in Berlin, indem über 100 Mitarbeiter im Impfzentrum Arena Berlin bei der Aufbereitung des Impfstoffs halfen. Schon während der Hochphase der Pandemie hatte das Unternehmen Maßnahmen ergriffen, um die Versorgung mit Desinfektionsmitteln und Schutzausrüstung sicherzustellen. Dafür wurde kurzfristig ein Teil der Produktion an den Standorten Berlin-Adlershof und Berlin-Britz angepasst, um Krankenhäuser, Arztpraxen und Schulen mit den notwendigen Materialien auszustatten.